# Сима І (Троєцарство)
Сима І (179 — 7 вересня 251) — стратег і політик царства Вей епохи Троєцарства Китаю. Як стратег найбільше прославився захистом царства Вей від Північних Експедицій Чжуге Ляна. Його успіхи сприяли підвищенню авторитету родини Сима та подальшого заснування династії Цзінь його онуком Сима Янєм. Після заснування династії Цзінь Сима І посмертно отримав імператорське ім'я Сюань-ді та храмове ім'я Гаоцзу.

## Біографія
Сима І народився у 179 році при правлінні імператора Лін з династії Хань. Він — другий син чиновника Сима Фан. Сима І був одним з восьми братів. Всі вони мали високе положення у суспільстві. Кожний з них мав китайське ім'я, яке закінчується ієрогліфом «да» (達). І тому їх називали «Вісім братів Да Сима» (司馬八達) . У 190 році Дун Чжо зайняв і зруйнував Лоян, в якому жила родина Сима І. У зв'язку з цим старший брат Сима І, Сима Лан, організував переселення сім'ї у свій родовий дім в районі Вень Цзябао (温縣). Потім, передбачивши битву на цьому місці, він переїхав з родиною в Ліян (黎陽). У 194 році Цао Цао провів битву з Люй Бу, і через це Сима І переселив родину назад до округу Вень.

## Служба при Цао Цао
Є різні версії того, як саме Сима І потрапив на службу до Цао Цао, але першу посаду в війську Цао Цао він отримав у віці 30 років. Згідно Цзінь Шу, Сима І вважав, що династія Хань скоро втратить свою силу. У нього не було мотивації для приєднання до армії Цао Цао, який вже захопив трон династії Хань. За легендою, він відмовився йти в армію під приводом хвороби; Цао Цао послав шпигунів, щоб перевірити це, але Сима І знав про це і пролежав у ліжку всю ніч, прикидаючись хворим. У 208 році Цао Цао наказав Сима І повернутися в армію, пригрозивши арештом в разі відмови. Сима І був змушений зайняти пост веньсюеюань (文学 掾) у війську Цао Цао. Однак, відповідно до Вейлюе, Цао Хун, молодший двоюрідний брат Цао Цао, запропонував Сима І своє суспільство, щоб почати дружбу з ним, але останній, не маючи високої думки про Цао Хуна, ходив з палицею, прикидаючись хворим, щоб уникнути з ним зустрічі. Цао Хун прибув до Цао Цао в гніві і розповів про те, що трапилося, після чого Цао Цао безпосередньо зажадав, щоб Сима І з'явився в його рядах. Тільки тоді Сима І офіційно поступив на службу до Цао Цао.
На службі у канцлера він отримував підвищення в чині: дунцаоюань (東 曹 掾; відповідальний за набір чиновників до служби), чжубо (主 簿; адміністративна посада) і Сима (司馬; посада, відповідальна за допомогу і консультації). У 215 році, коли Цао Цао завдав поразки Чжан Лу і примусив його здатися, Сима І радив Цао Цао продовжувати просуватися на південь в Ічжоу, оскільки Лю Бей все ще не зміцнив свій контроль над цією територією. Однак Цао Цао не прислухався до поради. Сима І був серед інших радників, які наполягали на реалізації системи Туньтянь (заохочуване урядом сільське господарство — система військових поселень) і на прийнятті Цао Цао титулу Вей-вана.
219 року генералом Шу був Гуань Юй, який в то час оточив фортецю Фаньчен та планував її затопити. Цао Цао грозила небезпека залишитися без важливого стратегічного пункту. На екстреному засіданні Сима І уклав одноразовий союз з воєначальником Сунь Цюанєм. Сунь Цюань, в свою чергу, відправив на допомогу сили двох своїх генералів: Люй Мен та Лу Сюнь. Люй Мен завдав поразки Гуань Юю та вбив його.

## Служба при Цао Пі
Ще за життя Цао Цао Сима І був наближеним його спадкоємця на посаду канцлера, Цао Пі. Коли Цао Цао вагався у виборі між Цао Пі та його молодшим братом Цао Чжи, Сима І був серед тих, хто підтримав Цао Пі та допоміг йому забезпечити успадкування посади. Сима І також сприяв зниженню посади Цао Чжи та усуненню того від політики. У березні 220 року Цао Цао помер, а в вересні 220 року Цао Пі скинув з престолу імператора Сяня, останнього з династії Хань, та проголосив себе імператором династії Вей. Під його правлінням Сима І отримав звання стратега.

У 225 році Цао Пі рушив проти царства У Сунь Цюаня і доручив Сима І управління в столиці. Він порівняв Сима І з Сяо Хе, чиї дії позаду лінії фронту принесли велику користь. Коли Цао Пі повернувся з військової експедиції, він ще раз похвалив свого слугу, сказавши: "Оскільки я бився на сході, ти залишався в столиці і охороняв наше царство від Шу на заході. Коли я йшов битися на захід з Шу, я вклав у твою руку оборону від У на сході ". Сима І незабаром отримав посаду лушан шуши (録 尚書 事), яка в той час включала в себе такий же вплив і обов'язки, як і посада імперського канцлера. Положення Сима І у царстві Вей було тепер майже беззаперечне.

## Служба у Цао Жуя
У 226 році Цао Пі, який був на смертному одрі, доручив Сима І, Цао Чжен і Цао Цюню піклуватися про свого спадкоємця Цао Жуя. Коли Цао Жуй став імператором Вей, він призначив Сима І генералом Пяоци (骠骑大将军) та воєначальником Ічжоу і Цзінчжоу (督 荊 豫 二 州 諸 軍事). Сима І розташувався на кордоні між Вей та У для захисту від військ Сунь Цюаня

### Битва при Сіньчен
У 220 році Мен Да здався Вей, і Цао Пі довірив йому управління містом Сіньчен. Сима І вважав його ненадійним і намагався переконати в цьому Цао Пі, але його поради не були почуті. У 227 році Мен Да почав переговори з У та Шу, обіцяючи повстати проти Вей, коли буде можливість. Чжуге Лян наполягав скоріше переходити до дій, але Мен Да зволікав. Чжуге Лян спонукав Мен Да виступити, розповівши про його бунтівні задуми Шень І, правителю Вейсін (魏興). Коли Мен Да дізнався, що його плани розкриті, він почав піднімати війська для підготовки до наступу.
Побоюючись швидкого наступу Мен Да, Сима І надіслав йому листа, в якому сказано: "У далекому минулому ти здався нашому царству, і ми доручили тобі завідувати охороною кордонів від Шу. Люди Шу дурні, і до сих пір ненавидять тебе за те, що ти не прибув на допомогу Гуань Юю. Кунмін теж, він шукає спосіб знищити тебе. Як ти, ймовірно, здогадуєшся, новини про твоє повстання — це тільки його інтриги ". Тепер Мен Да повірив, що він у безпеці, і відклав військові збори. Він вирішив, що Сима І, якого надіслали на кордон Вей та У, потрібен місяць, щоб дійти до Цао Жуя та попросити дозвіл підняти війська і досягти Сіньчень. Однак Сима І заздалегідь таємно пересунув свої війська до табору Мен Да. Всього через вісім днів війська Сима І увійшли в Сіньчень та зненацька захопили Мен Да. Повстання було придушене, а сам Мен Да був страчений.

### Північні експедиції Чжуге Ляна
Коли Цао Чжень, керуючий захистом від Північних експедицій Чжуге Ляна, помер (231), Сима І отримав в розпорядження його посаду і перший раз зустрів армію Чжуге Ляна в бою. Оскільки Сима І був у важкому становищі, він тримав свою армію в безпеці на укріпленнях. Його стратегія полягала в тому, щоб очікувати відходу армії Шу, заважаючи постачанню провіанту ворожій армії. Він не робив спроб вступити в битву з Чжуге Ляном ні за яких обставин, і був висміяний своїми ж підлеглими, які казали, що над ним сміється весь всесвіт. Не спроможний більше уникати битви, він дозволив своїм генералам атакувати позиції Шу, але вони були розбиті та зазнали серйозних втрат, серед яких 3000 солдатів, 5000 комплектів залізних обладунків і 3000 арбалетів. Коли Чжуге Лян почав, нарешті, відходити, Сима І повелів Чжан Хе переслідувати його, але Чжан Хе потрапив в засідку і був убитий.
Друга битва між Сима І та Чжуге Ляном сталася у 234 році. Цао Жуй знову помітив проблему Шу з охороною постачання їх армії і наказав Сима І берегти армії в укріпленнях та чекати відходу ворога. Дві армії зустрілися один з одним на рівнинах Учжан. Незважаючи на численні заклики Чжуге Ляна, Сима І не кидав армії в атаку. Щоб спровокувати Сима І, Чжуге Лян послав йому жіночий одяг, що означало що він — жінка, яка не наважується атакувати. Вейські офіцери цим були розгнівані, але Сима І не піддався на провокацію. Щоб заспокоїти своїх офіцерів, Сима І все ж попросив у імператора Вей Цао Жуя дозвіл вступити в бій з силами Шу. Цао Жуй, розуміючи ситуацію, відправив свого радника Синь Пі до Сима І, сказавши щоб сили Вей мали терпіння. Чжуге Лян послав до Сима І емісара, спонукаючи війська Вей вступити в битву. Сима І, проте, не став обговорювати військові справи з емісаром. Натомість він запитав про заняття Чжуге Ляна. Емісар відповів, що Чжуге Лян особисто керує і великими, і малими справами у військах, від військової тактики до прийому їжі вночі, але з'їдає він дуже мало. Сима І тоді сказав помічникові, що Чжуге Лян довго не проживе.
Внаслідок смерті Чжуге Ляна, сили Шу спокійно йшли з табору, зберігаючи його смерть в таємниці. Сима І, переконаний місцевими, що Чжуге Лян помер, переслідував відступаючі сили Шу. Цзян Вей тоді сказав Ян І розвернутися і симулювати удар. Бачачи це, Сима І злякався що Чжуге Лян тільки прикинувся мертвим, щоб заманити його, і негайно відійшов. Повідомлення що Сима І втік від вже померлого Чжуге Ляна поширилося, породивши приказку: «Мертвий Чжуге налякав живого Чжунду» (死 諸葛 嚇走 活 仲達), з посиланням на почесне ім'я Сима І. Коли Сима І почув про таке глузування, він зі сміхом відповів: «Я можу вступати в битви з живим, але не з мертвим». (帝 聞 而 笑 曰: 「吾 便 料 生, 不便 料 死 故 也.」)

### Похід проти Гунсунь Юаня
Після того як Гуаньцю Цзяню не вдалося розбити сили Гунсунь Юаня в Ляодуні, і Гунсунь Юань проголосив себе Ваном Янь, Цао Жуй поставив Сима І на чолі наступного походу проти нього. Сима І двічі розгромив Гунсунь Юаня в польових битвах, і змусив його відступити від Сянпіна (襄平), де він готувався до облоги. Затяжні дощі тимчасово перервали бойові дії, але як тільки вони закінчилися, Сима І почав рішучий наступ. Гунсунь Юань і його син були вбиті під час втечі.

## Служба у Цао Фана та державний переворот
Перебуваючи на смертному одрі, Цао Жуй не довіряв Сима І і спочатку не планував допускати його регентом спадкоємця Цао Фана. Він хотів доручити Цао Фана його дядькові Цао Юю (曹 宇), щоб той став головним регентом разом з Сяхоу Сянем (夏侯 獻), Цао Шуаном, Цао Чжао (曹 肇) і Цинь Ланом (秦 朗). Однак його довірені чиновники Лю Фан (劉 放) та Сунь Цзи (孫 資) були ворожі до Сяхоу і Цао Чжао і побоювалися того, що вони стануть регентами. Вони переконали Цао Жуя зробити регентами Цао Шуана та Сима І (який був тоді зі своїми військами в Цзи (汲縣), в суч. Сіньсяні, Хенань, і до якого Лю Фан та Сунь Цзи були близькі) . Цао Ю, Цао Чжао та Цинь Лан були усунені від регентського ради.
Спочатку Цао Шуан та Сима І ділили владу, але Цао Шуан швидко провів кілька політичних інтриг, які полягали в тому, щоб удостоїти Сима почесними титулами, включаючи Великого Наставника, що позбавляло його фактичної влади. Цао Шуан тоді брав всі важливі рішення на себе та припинив радитися з Сима І. Незабаром союзники Цао, включаючи Ден Яна (鄧 颺), Лі Шена (李勝), Хе Яня (何晏) та Дін Мі (丁 謐), (відомі своїми талантами, але нестачею здорового глузду), стали вельми впливові. Інших чиновників, які не перебували з ними в контакті, з високих посад усунули. Сима І досі мав військові повноваження (включаючи командування в відображенні головної атаки Східного У в 241 році), але не володів реальною вагою в уряді.

### Випадок біля гробниць Гаопін
У 244 році Цао Шуан, який бажав також отримати військову славу, зробив головну атаку проти Шу-Ханьского важливого прикордонного міста Ханьчжун (в сучасній провінції Шеньсі), без ретельного планування постачання. Кампанія не була закінчена: після того як сили Цао Вей вичерпали запаси продовольства, Цао Шуан був змушений відступити з великими людськими втратами. Однак незважаючи на цю бойову невдачу, Цао Шуан міцно тримав владу. У 247 році Сима І, засмучений своїм фактичним безсиллям, заявив що він хворий і йде з державної служби. Цао Шуан послав Лі Шена з'ясувати, чи дійсно Сима І хворий. Сима І обдурив його, ведучи себе як старий в його присутності.
У 249 році Сима І зробив свій хід у політичній грі. Поки Цао Фан та Цао Шуан були відсутні в столиці на офіційному відвідуванні гробниці Цао Жуя, Сима І з підтримкою декількох чиновників, супротивників Цао Шуана, стверджуючи що отримав наказ імператриці Го закрити всі міські ворота Лояна, подав доповідь Цао Фану, в якому звинуватив Цао Шуана в зловживанні владою і розбещенні уряду і вимагав, щоб Цао Шуан і його брати були позбавлені влади. Цао Шуан запанікував і не знав, як реагувати, хоча його старший радник Хуань Фань рекомендував забрати Цао Фана в іншу столицю Сюйчан і потім протистояти Сима І та його військам. Цао Фан вирішив здати свої війська та повноваження, взявши обіцянку у Сима І що він все ж зможе зберегти свій титул. Однак Сима І незабаром порушив обіцянку, і Цао Шуан, його прихильники і його сім'я були страчені за звинуваченням в зраді.
Після здобуття влади, Сима І обережно, але неухильно усував людей, які представляли для нього фактичну або потенційну загрозу. Однак, разом з тим, він намагався триматися на певній відстані від зразків поведінки Цао Цао, чиї вчинки, здавалося, найбільш відповідали і його поведінці; коли Цао Фан пропонував йому дев'ять нагород, він енергійно відмовився від них, прийнявши їх тільки після трьох пропозицій. 18-річний Цао Фан виявився в уразливому положенні, дозволивши одному зі своїх службовців розраховувати на такий же вплив. Сима І, однак, отримав підтримку народу припиненням корупції та неефективності, які процвітали у період регентства Цао Шуана. Поряд з цим, Сима І допоміг просуванню багатьох чесних чиновників. Він був нагороджений титулом імперського канцлера, але відмовився від нього.

### Справа Ван Ліна
У 249 році могутній генерал Ван Лін, який був комендантом південно-східного міста Шоучуня (壽春, в суч. Луан, Аньхой) почав планувати повстання проти влади Сима, в союзі з Цао Бяо (曹 彪), Ваном Чу та сином Цао Цао (яким він планував замінити Цао Фана як імператора). У 251 році Ван Лін був готовий до виконання задуманого, коли його спільники Хуан Хуа (黃華) та Ян Хун (楊 弘) вже встигли розповісти про цей план Сима І. Сима І швидко рушив на схід ще до того, як Ван встиг підготуватися, але обіцяв вибачити його. Ван, знаючи, що не зможе чинити опір, підкорився. Сима І знову порушив обіцянку і змусив Ван Ліна та Цао Бяо вчинити самогубство. Рід Вана та роди його союзників були повністю винищені.
Володіючи гарантією контролю над Цао Вей його сім'єю, Сима І помер у 251, а його спадкоємцем став син Сима Ши.

## Родина
- Пращури:
  - Сима Цзюнь (司马 钧), прапрадід, був генералом за часів ранньої Хань.
  - Сима Лян (司马 量), прадід, служив префектом Юйчжана.
  - Сима Цзюнь, дід, служив префектом Іньчуань.
  - Сима Фан, батько.
- Брати:
  - Сима Лан, старший брат, який служив Цао Пі
  - Сима Фу, молодший брат, також служив Цао Пі
  - Сима Куй (司马 馗), молодший брат
  - Сима Сюнь (司马 恂), молодший брат
  - Сима Цзінь (司马 进), молодший брат
  - Сима Тун (司马 通), молодший брат
  - Сима Мінь (司 马敏), молодший брат
- Подружжя:
  - Чжан Чуньхуа, мати Сима Ши, Сима Чжао, Сима Ган та принцеси Наньяна, посмертно визнана імператрицею Сюаньму
  - наложниця Фу (伏 贵妃), народила Сима Ляна, Сима Чжоу, Сима Цзінь та Сима Цзуна
  - Пані Чжан (張 夫人), народила Сима Жуна
  - Пані Бай (柏夫 人), народила Сима Луня
- Діти:
  - Сини:
    - Сима Ши, був регентом Цао Вей, посмертно визнаний імператором Цзин
    - Сима Чжао, був регентом Цао Вей, посмертно визнаний імператором Вень Цзінь. Батько Сима Яня.
    - Сима Гань (司马 干), ван (князь) Піньгуана
    - Сима Лян, Веньчен-ван (князь) з Жунані, брав участь у Війні восьми князів
    - Сима Чжоу, У-ван (князь) з Лан'я, дід імператора Янь-ді
    - Сима Цзин (司马 京), хоу (маркіз) Ціньхойтіна
    - Сима Цзунь (司马 骏), У-ван (князь) з Фуфена
    - Сима Жун, Сяо-ван (князь) з Ляна
    - Сима Лунь, ван (князь) Чжао, брав участь у Війні восьми князів

  - Дочки:
    - Принцеса Наньян, особисте ім'я невідомо
    - Принцеса Гаолін, особисте ім'я невідомо